# Otwarte drzwi (film)
Otwarte drzwi (tytuł oryginalny: Derë e hapur) – albańsko-włosko-kosowski film fabularny z roku 2019 w reżyserii Florenca Papasa. Pełnometrażowy debiut reżysera.

## Opis fabuły
Bohaterkami filmu są dwie siostry Rudina i Elma. Elma mieszka nielegalnie we Włoszech. Zachodzi w ciążę, a ojciec dziecka trafia do więzienia. Wtedy podejmuje decyzję o powrocie do domu rodzinnego razem z siostrą, mimo obawy przed ojcem, który reprezentuje skrajnie konserwatywne poglądy. Aby udobruchać ojca stara się znaleźć mężczyznę, który będzie odgrywał rolę narzeczonego.

## Nagrody i wyróżnienia
Premiera filmu odbyła się 19 sierpnia 2019 na Międzynarodowym Festiwalu Filmowym w Sarajewie. Film został zgłoszony jako albański kandydat do nagrody Amerykańskiej Akademii Filmowej w kategorii najlepszego filmu nieanglojęzycznego, ale nie uzyskał nominacji.

## Obsada
- Luli Bitri jako Rudina
- Jonida Vokshi jako Elma
- Sotiraq Bratko jako ojciec
- Guljelm Radoja jako recepcjonista
- Elidon Alikaj jako Geni
- Maxwell Guzja jako Orion
- Visar Vishka jako Rezart
- Jorgaq Tushe jako teść
- Liri Beci jako teściowa
- Andi Begolli jako Indrit
- Kastriot Shehi jako włoski szef
- Lutfi Hoxha jako przechodzień
- Jolanda Deme